# Гросроселн
Гросроселн (њем. Großrosseln) општина је у њемачкој савезној држави Сарланд. Посједује регионалну шифру (AGS) 10041512.

## Географски и демографски подаци
Општина се налази на надморској висини од 229 метара. Површина општине износи 25,2 km². У самом мјесту је, према процјени из 2010. године, живјело 8.651 становника. Просјечна густина становништва износи 343 становника/km².

## Међународна сарадња
| Мјесто  | Држава    | Врста сарадње | Од    |
| ------- | --------- | ------------- | ----- |
|         | Француска | партнерство   | 1992. |
|         | Француска | партнерство   | 1964. |
| Морсбах | Француска | партнерство   | 1993. |
| Извор   |           |               |       |